# 야마토타케루
야마토타케루(일본어: 日本武尊) 또는 작을 소 자를 사용하여 오우스노미코토(일본어: 小碓命)는 일본의 전설적인 야마토 왕조의 왕자였다. 그는 일본의 12대 게이코 천황의 아들로 인상적인 인물의 비극적인 이야기는 일본 연대기 《고사기》와 《일본서기》에 기록되어 있다. 그의 아들 중의 한 명이 주아이 천황이 되었는데, 그는 일본의 14대 천황이다. 일본서기에서는 천황 찬양 일색의 기록과 함께 야마토타케루의 극적인 고난에 대해서 쓰여 있으며 고사기의 경우 천황에 대한 찬양은 없으며 실사적인 인물로 그려져 있다.
고사기와 일본서기의 내용은 꽤 다른 면이 있다. 고사기의 경우 구마소타케루 형제를 무찌르러 가는 것이 아니고 게이코가 평정한 규슈에 다시 반란이 일어나 반란을 토벌하러 간다.
야마토타케루라는 일본어 이름의 한자표기를 《일본서기》, 《선대구사본기》는 야마토타케루노미코토(日本武尊), 《고사기》는 야마토타케루노미코토(倭建命)으로 적혀 있으며 다른 이름으로 야마토오구나노미코토(倭男具那命)이라고 쓴다. 또 《오와리국 풍토기》일문(逸文)과 《고어습유》는 야마토타케루노미코토(日本武命), 《히타치국 풍토기》는 야마토타케루미코(倭武天皇), 《아와국 풍토기》일문에는 倭健天皇 또는 倭健天皇命으로 적고 있다.
그의 역사적인 존재는 불분명하지만, 문헌에 따르면 그는 4세기의 인물이다. 야마토타케루는 형 오(大)우스노 미코토가 게이코의 왕비를 빼았자 오(大)우스노 미코토의 손과 발을 묶어 거적에 넣어 던져 죽였다, 아버지 게이코 천황은 그러한 오우(小)스노 미코토를 두려워하여 규슈 남부에 있는 구마소타케루 형제를 무찌르러 보냈다. 오우스는 구마소의 적들을 격파하였는데, 두 번째 경우에는 여장을 하고 술판을 벌이고 술에 취한 적을 죽였다. 패한 구마소의 수장은 그에게 구마소의 소규모 무사 집단의 우두머리라는 뜻의 타케루(梟師) 라는 호칭을 붙여줬다.(타케루는 야만이라는 뜻도 있다.)
게이코는 다시 야마토타케루를 동쪽으로 보냈는데, 그들은 황정에 복종하지 않았다. 그는 아내인 오토타치바나히메를 폭풍에 잃었다. 그녀는 해신의 노여움을 달래기 위해 자신을 희생하였다. 그는 맞불 작전으로 위기를 모면하였다. 신은 그를 병들게 하였다.
야마토타케루는 이세에서 죽었다. 그곳에 무덤이있고 이시카와현 가네자와시에 동상이 있다.

## 같이 보기
- 1000엔 지폐
- 사이오
- 스모
- 불새 (만화)